# John Boorman

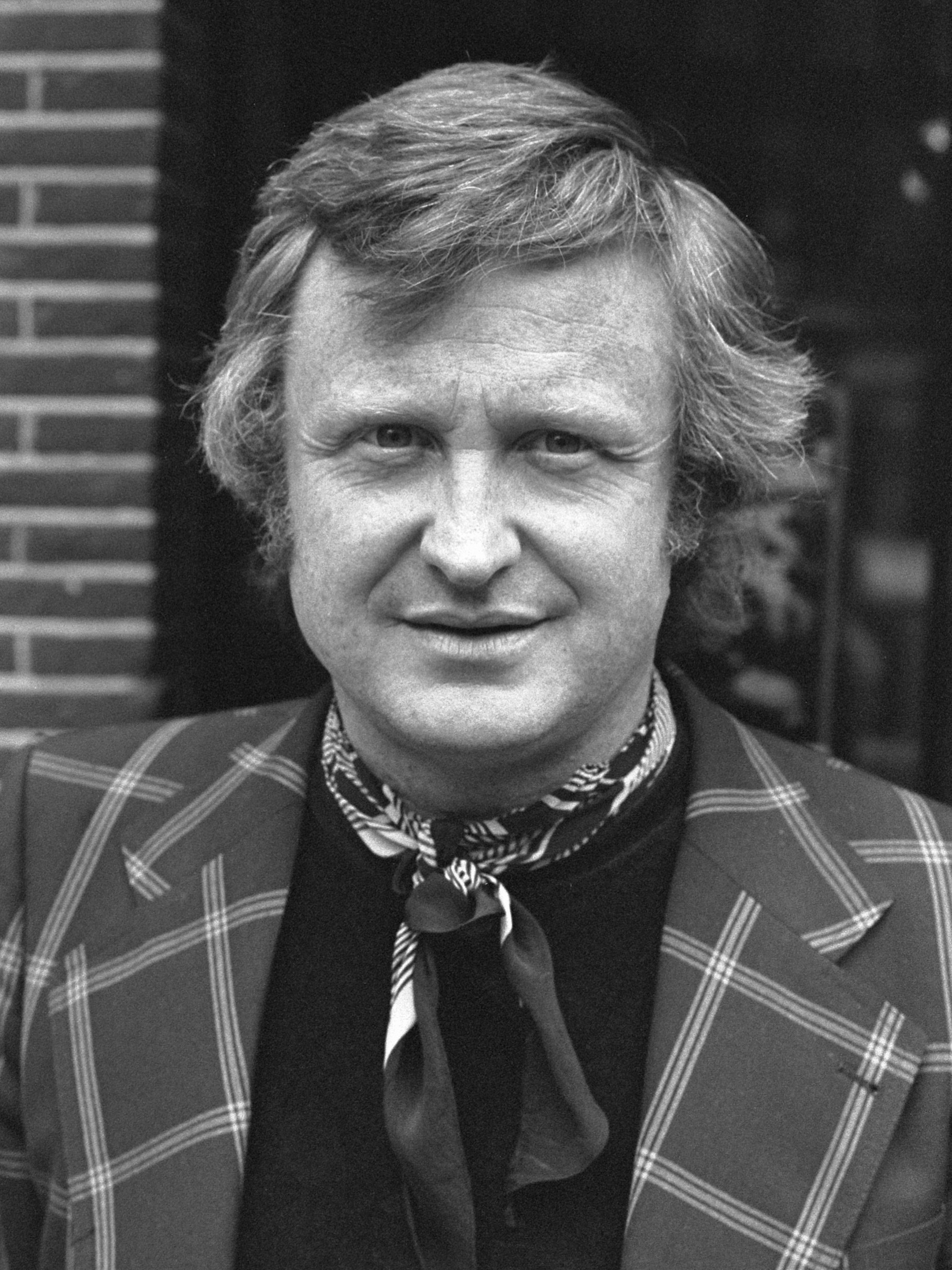
John Boorman v roce 1974

John Boorman CBE (* 18. ledna 1933) je anglický režisér, scenárista a producent. Proslavil se díky režii filmů Bez okolků (1967), Peklo v Pacifiku (1968), Vysvobození (1972), Zardoz (1974), Vymítač ďábla 2 (1977), Excalibur (1981), Smaragdový les (1985), Naděje a sláva (1987), Neznámý Rangún (1995), Generál (1998), Agent z Panamy (2001) či Za vlast a královnu (2014).
Byl celkem pětkrát nominován na Oscara a v roce 2002 obdržel Cenu za mimořádný umělecký přínos světové kinematografii na MFF Karlovy Vary.

## Ocenění
Oscar
- Nejlepší film (1973) (Vysvobození) – nominace
- Nejlepší režie (1973) (Vysvobození) – nominace
- Nejlepší film (1988) (Naděje a sláva) – nominace
- Nejlepší režie (1988) (Naděje a sláva) – nominace
- Nejlepší původní scénář (1988) (Naděje a sláva) – nominace

Zlatý glóbus
- Nejlepší režie (1973) (Vysvobození) – nominace
- Nejlepší film (1988) (Naděje a sláva) - vítězství
- Nejlepší režie (1988) (Naděje a sláva) – nominace
- Nejlepší scénář (1988) (Naděje a sláva) – nominace

Mezinárodní filmový festival v Cannes
- Zlatá palma (1998) (Generál) - nominace
- Nejlepší režie (1998) (Generál) - vítězství
- Zlatá palma (1995) (Neznámý Rangún) - nominace
- Cena Un Certain Regard (1995) (Two Nudes Bathing) - nominace
- Zlatá palma (1981) (Excalibur) - nominace
- Cena za nejlepší umělecký přínos na mezinárodním filmovém festivalu (1981) (Excalibur) - vítězství
- Nejlepší režie (1970) (Leo poslední) - vítězství
- Velká mezinárodní cena festivalu (1970) (Leo poslední) - nominace

Berlinale IFF
- Zlatý medvěd za nejlepší film (2004) (Country of My Skull) - nominace

- Zlatý medvěd za nejlepší film (2001) (Agent z Panamy) - nominace

Karlovy Vary IFF
- Cena za mimořádný umělecký přínos světové kinematografii (2002) - vítězství

BAFTA
- Cena britské akademie za celoživotní dílo (2004) - vítězství

- Nejlepší režie (1988) (Naděje a sláva) – nominace
- Nejlepší scénář (1988) (Naděje a sláva) – nominace

San Sebastián IFF
- Zlatá mušle pro nejlepší film (2006) (Na hřbetě keltského tygra) - nominace
- Zlatá mušle pro nejlepší film (1987) (Naděje a sláva) - nominace

Tokyo IFF
- Velká cena Tokia (1987) (Naděje a sláva) - nominace
- Cena za umělecký přínos (1987) (Naděje a sláva) - vítězství